# Max Lindow

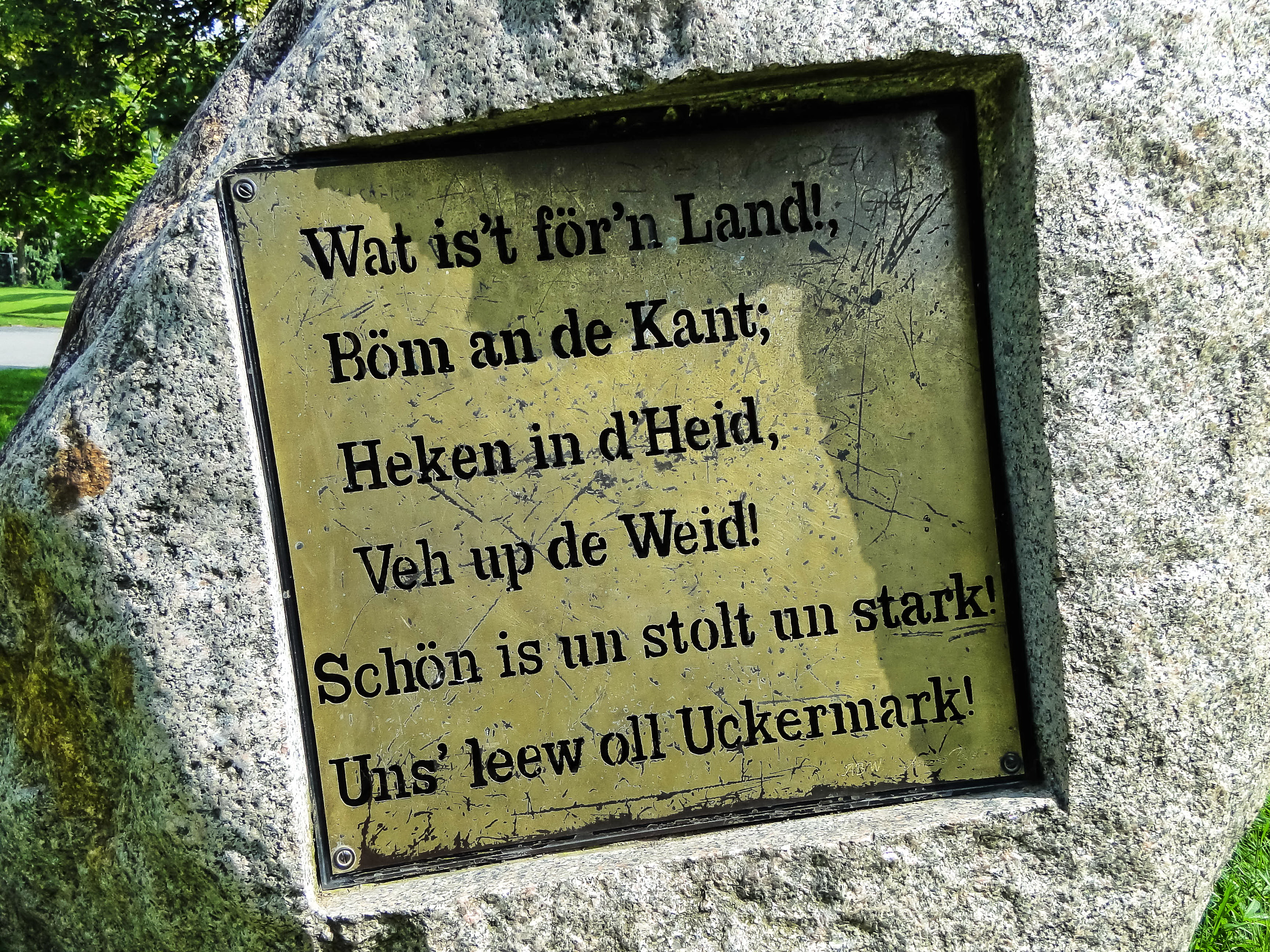
Die erste Strophe des Uckermarkerlieds von Max Lindow auf dem sogenannten Uckermark-Findling im Bonner Rheinauenpark

Max Lindow (geb. 27. Mai 1875 in Fahrenwalde; gest. 25. April 1950 in Dargezin) war ein Schriftsteller, der in Niederdeutsch und Hochdeutsch veröffentlichte. Er gilt als ein bedeutender Mundartdichter der Uckermark, der sich auch als Lehrer und Sprachpfleger aktiv für die Aufwertung und Neubelebung der Heimat- und Muttersprache einsetzte.

## Leben
Max Lindow stammt aus Fahrenwalde auf der vorpommerschen Seite der Uckermark. Sein Vater war der Dorfschullehrer Johann Friedrich Wilhelm Lindow, seine Mutter versorgte die große Hauswirtschaft. Lindows Muttersprache war das Mittelpommersche seiner Heimat, das mehr oder weniger mit dem südlich benachbarten Nordmärkischen übereinstimmt und von den Einheimischen selbst als einheitlicher Dialekt der Landschaft Uckermark wahrgenommen wird.
Von 1891 bis 1892 besuchte Lindow die Präparandenanstalt in Joachimsthal und von 1893 bis 1896 das Lehrerseminar in Prenzlau, wo er den Abschluss als Volksschullehrer machte. Danach arbeitete er zunächst als Lehrer im Dorf Büssow in Vorpommern. Hier heiratete er Frieda Kriedemann. 1908 übernahm er ein Lehramt in der Stadt Prenzlau, dem historischen Hauptort der Uckermark. Prenzlau wurde die Hauptwirkungsstätte von Lindow. Seine Tätigkeit dort dauerte bis 1945 und wurde nur für drei Jahre während des Ersten Weltkriegs unterbrochen, weil er als Soldat Kriegsdienst leistete. Von 1945 bis 1950 arbeitete er als Lehrer und Rektor in Dargezin in der Nähe von Greifswald. Als Mentor betreute er Neulehrer und arbeitete als Schulinspektor.
Während seiner Ehe mit Frieda Lindow wurde 1904 der Sohn Max geboren. Nach dem Tod seiner ersten Frau 1934, heiratete er 1936 Anneliese Knoll. 1937 wurde ihnen der Sohn Joachim und 1940 die Tochter Annegret geboren. 1950 starb Max Lindow in Dargezin, aber wurde in Prenzlau beigesetzt.

## Werk
Lindow wurde in Prenzlau als Autor bekannt, obwohl er bereits als Jugendlicher mit dem Schreiben begonnen hatte und seine ersten Gedichte bereits während seiner Büssower Zeit veröffentlicht wurden. Fritz Reuter und Julius Dörr waren seine künstlerischen Vorbilder seit seiner Ausbildung zum Lehrer.
1912 gründeten er und Ernst Ziesemer (Pseudonym Ernst Ziemendorf, 1878–1954) in Prenzlau den plattdeutschen Verein Unnern Wiedenboom („Untern Weidenbaum“). Der Verein hatte etwa 100 Mitglieder und organisierte regelmäßige Lese- und Unterhaltungsabende, bei denen ausschließlich Platt geredet wurde.
Als plattdeutscher Autor wurde er über die Uckermark hinaus mit seinen regelmäßigen Beiträgen in der Plattdüütsch Eck („Plattdeutsche Ecke“) der Sonntagsausgabe des Uckermärkischen Kurier bekannt. Auch für das Templiner Kreisblatt und die Angermünder Zeitung verfasste er Beiträge.
Neben mehreren Büchern veröffentlichte Lindow mehrere Bühnenstücke auf Platt, die in Prenzlau und anderen Orten der Uckermark sehr erfolgreich aufgeführt wurden. Einzelne Texte wurden darüber hinaus in Veröffentlichungen der Uckermärker Heimatforschung sowie überregionalen Zeitschriften und Sammelbänden des Niederdeutschen veröffentlicht. Der Text des Uckermarkerlieds (Musik von Martin Fischer), der inoffiziellen Hymne der nordöstlichsten Region des Landes Brandenburg stammt ebenfalls von ihm.
Neben Niederdeutsch schrieb Lindow auch eine Reihe von populären Jugend- und Schulbüchern auf Hochdeutsch, darunter Sohnemann, das in insgesamt 24.000 Exemplaren 12-mal aufgelegt wurde. 1926 verfasste er außerdem an der Universität Greifswald eine Abhandlung zu Niederdeutsch als evangelische Kirchensprache im 16. u. 17. Jahrh.

## Max-Lindow-Literaturgesellschaft
Materialien von Lindow werden an unterschiedlichen Orten aufbewahrt, darunter das Fritz-Reuter-Literaturmuseum in Stavenhagen und das Dominikanerkloster Prenzlau. Die Max-Lindow-Literaturgesellschaft e.V. gründete sich 2023 mit dem Ziel den verstreuten schriftstellerischen und künstlerischen Nachlass von Lindow zu erschließen, zusammenzuführen und besser sichtbar zu machen.

## Veröffentlichungen (Auswahl)
- Max Lindow: Bi uns to Hus. Plattdütsche Gedicht'n un Geschicht'n in uckermarksch Mundort. Carl Vincent, Prenzlau 1921 (niederdeutsch).
- Max Lindow: De Piepershoff. Een Volksstück in 5 Uptög in Uckermarksch Mundort. Carl Vincent, Prenzlau 1922 (niederdeutsch).
- Max Lindow: Afsied van d'Stroot. Carl Vincent, Prenzlau 1925 (niederdeutsch).
- Max Lindow: Hans un de Ries'. En lustig Märchenspäl met Gesang in 4 uptög. Danner, Mühlhausen i. Thür. 1930 (niederdeutsch).
- Max Lindow: Sohnemann. Julius Beltz, Berlin.
- Max Lindow: Die Försterkinder. Julius Beltz, Berlin 1930.
- Max Lindow: Sonnenaugenkind. Julius Beltz, Berlin 1932.
- Max Lindow: Müllerfritz. Sohnemann Teil II. Julius Beltz, Berlin 1932.
- Max Lindow: Butzebutz (Tiergeschichten). Julius Beltz, Berlin 1933.
- Max Lindow (Hrsg.): Unner'n Widenboom. Een plattdütsch Liederbook för de Uckermark. Carl Vincent, Prenzlau 1941 (niederdeutsch).

### Postum
- Eberhard Krienke (Hrsg.): Bi uns to Hus: Eine Ausw. aus d. Schaffen d. uckermärkischen Heimat- u. Mundartdichters Max Lindow. Kreisleitung d. Kulturbundes d. DDR Prenzlau, Prenzlau 1984.
- Max Lindow: Ut mien Jung´ns un Bödeljohr´n. Lesebuch und Hörbuch. Wiedenboom, 2003 (niederdeutsch).
- Max Lindow: Riemels und Sprüche. Reime und Sprüche in plattdeutscher Sprache. edition lesezeichen, Friedland 2023.

## Ehrungen
Seit 1960 erinnert in Fahrenwalde eine Gedenktafel am Geburtshaus an Max Lindow. In Prenzlau wurde 1962 die Max-Lindow-Straße und 2000 die Max-Lindow-Schule nach ihm benannt. Seit 2019 wird der Max-Lindow-Preis vergeben.